# Colonia Enrique Rodríguez Cruz
Colonia Enrique Rodríguez Cruz är en ort i Mexiko.   Den ligger i kommunen Igualapa och delstaten Guerrero, i den sydöstra delen av landet, 300 km söder om huvudstaden Mexico City. Colonia Enrique Rodríguez Cruz ligger 61 meter över havet och antalet invånare är 231.
Terrängen runt Colonia Enrique Rodríguez Cruz är huvudsakligen kuperad, men söderut är den platt. Colonia Enrique Rodríguez Cruz ligger nere i en dal. Runt Colonia Enrique Rodríguez Cruz är det ganska glesbefolkat, med 48 invånare per kvadratkilometer. Närmaste större samhälle är Ometepec, 8,3 km öster om Colonia Enrique Rodríguez Cruz. Omgivningarna runt Colonia Enrique Rodríguez Cruz är en mosaik av jordbruksmark och naturlig växtlighet.